# Wirtschaftsvereinigung der Grünen
Die Wirtschaftsvereinigung der Grünen e. V. ist eine eingetragene Interessenvertreterin im deutschen Lobbyregister. Sie ist 2024 hervorgegangen aus der Fusion zweier grün-naher Verbände (Wirtschaftsvereinigung der Grünen und Grüner Wirtschaftsdialog). Sie besteht aus mehr als 250 Unternehmen und Personen aus der Wirtschaft. Sie arbeitet mit der Partei Bündnis 90/Die Grünen zusammen., ist aber kein Teil der Partei. Damit erfüllt sie eine ähnliche Aufgabe wie der CDU-Wirtschaftsrat oder das Wirtschaftsforum der SPD. Sitz der Geschäftsstelle ist Berlin.

## Ziele
„Wettbewerbsfähig. Nachhaltig. Zukunftsfest. Aus der Wirtschaft, mit den Grünen. Zusammen für den Standort Deutschland“, das nennt die fusionierte Wirtschaftsvereinigung auf ihrer Website als ihre Ziele. Die Vereinigung erklärt auf ihrer Website, sie wolle zur wirtschaftspolitischen Diskussion in Deutschland beitragen und „Nachhaltigkeit in allen drei Dimensionen Ökologie, Ökonomie und Soziales verwirklichen helfen“.

## Struktur und Finanzierung
Rechtsform ist die eines eingetragener Vereins. Ordentliche Mitglieder sind Privatpersonen aus der Wirtschaft; Fördermitglieder sind Unternehmen, die in der Vereinigung Mitsprache, aber kein Stimmrecht haben. Unter dem Titel "Transparenz" hat die Wirtschaftsvereinigung ihre Satzung und ihren Verhaltenskodex auf ihrer Website veröffentlicht. Sie finanziert sich nach eigenen Angaben im Wesentlichen aus den Beiträgen von Mitgliedern und Fördermitgliedern, zu denen große Unternehmen gehören wie Siemens und Allianz, Bayer und die Telekom gehören, ebenso auch mittelständische Unternehmen wie die Jäger Group oder EcoG. Als Anschubfinanzierung hat die Partei Bündnis 90/Die Grünen der Wirtschaftsvereinigung 2023 ein marktüblich verzinstes Darlehen über 120.000 Euro gegeben. Dieses wurde 2024 zurückgezahlt. Einnahmen und Ausgaben veröffentlicht der Verein in seinem Jahresbericht, 2024 kamen die Einnahmen fast ausschließlich aus den Mitgliederbeiträgen, die Ausgaben entfielen zu zwei Dritteln auf die Personalkosten. Der Grüne Wirtschaftsdialog startete 2018 die Wirtschaftsvereinigung der Grünen 2023, 2024 verschmolzen die Geschäftsstellen in Berlin.

## Personen
Vorstandsvorsitzende des Vereins sind Marie-Luise Wolff, CEO des Energieanbieters Entega aus Darmstadt und bis 2024 Präsidentin des Bundesverbandes Energie- und Wasserwirtschaft (BDEW), und Karl Haeusgen, Aufsichtsratsvorsitzender und Mehrheitseigner der HAWE Hydraulik SE und bis 2024 Präsident des Verbands Deutscher Maschinen- und Anlagenbau (VDMA). Sie wurden am 27. Juni 2025 von den Mitgliedern als Doppelspitze gewählt. Zwei der bisherigen Vorsitzenden sind weiter Mitglieder des zehnköpfigen Vorstands, der Unternehmer Thomas M. Fischer und die CFO eines Mittelständlers Heike Discher. Zwei weitere bisherige Vorsitzende sind als Ehrenmitglieder weiter im Verein, der ehemalige Bundestagsabgeordnete und Manager Thomas Gambke und die ehemalige Kämmerin und Rechtsanwältin Gabriele C. Klug.
Im Vorstand sitzen u. a. Volker Ratzmann, als Executive Vice President Corporate Public Affairs leitender Lobbyist bei der Deutschen Post DHL Group, und Stephan Beyer, CFO von Dryad Networks. Im politischen Beirat der Wirtschaftsvereinigung sind rund 30 Funktionsträger der Grünen, vom baden-württembergischen Ministerpräsidenten Winfried Kretschmann bis zur Vorständin der Heinrich-Böll-Stiftung Imme Scholz.
Hauptgeschäftsführer ist seit 2025 Martin Kaul, zusammen mit der stellvertretenden Hauptgeschäftsführerin Katharina Krüger.

## Aktivitäten
Unter dem Namen „Standort Konferenz“ hat die Vereinigung 2024 eine Veranstaltung bei ihrem Mitglied Siemens gemacht. Mit dabei waren aus der Politik unter anderem Bundeswirtschaftsminister Robert Habeck, und aus dem Bundestag Grünen-Fraktionschefin Katharina Dröge, CDU-Fraktionsvize Jens Spahn, SPD-Fraktionsvize Verena Hubbertz; aus der Wirtschaft der Vorstandsvorsitzende der Salzgitter AG Gunnar Gröbler, Siemens Digitalvorstand Cedric Neike, RWE Renewables CEO Katja Wünschel, oder der geschäftsführende Gesellschafter der Jäger Group, Andreas Jäger.
Die Wirtschaftsvereinigung war Ausstellerin bei der Bundesdelegiertenkonferenz von Bündnis 90/Die Grünen 2024 in Wiesbaden.
Die Vereinigung veröffentlichte 2024 Positionspapiere, unter anderem zu Investitionen, Wärmewende, Bürokratieabbau, oder Außenhandel.
Vorstandsmitglieder der Vereinigung äußerten sich in Medien, etwa in Spiegel Online zu Schwarz-Grün oder im Handelsblatt zu Abschreibungen.

## Kritik
Anlässlich der Auftaktveranstaltung der Wirtschaftsvereinigung der Grünen am 25. April 2023 kritisierte Lobby Control in einer Pressemitteilung die zu große Nähe der Organisation zur Partei Bündnis 90/Die Grünen. Dabei wird vor allem die direkte Beteiligung der Partei bei Gründung der Organisation, eine Beiratstätigkeit von Spitzenvertretern der Partei sowie die Gefahr der Umgehung der Transparenzvorschriften des Parteiengesetzes durch den Charakter als „Quasi-Parteiorganisation“ kritisiert.